# 天道盟關聖會
關聖會是台灣三大犯罪組織之一天道盟旗下分會。

## 簡介
關聖會主要活動範圍在桃園、台北，另外有中南部地區的角頭結盟，總部設在桃園。2005年5月底台灣素有「黑道最後仲裁者」之稱的蚊哥出殯後，台灣各地角頭討論共組以「忠義」精神為信念的聯盟；同年7月8日晚間，眾人在桃園市以「全省帝君聯誼會」及「忠義功德學會」的名義舉行聚餐作為掩護，於餐會中成立「天道盟關聖會」，並在各地以廟會陣頭等型式從事活動。

## 人物綽號
- 阿東
- 楊龍
- 味全